# Срђан Мрваљевић
Срђан Мрваљевић (Београд, 16. мај 1984) је црногорски џудиста.

## Биографија
Рођен је 16. маја 1984. године. Наступа за никшићки клуб Оногошт. Висок је 186 цм, а тежак 85 кг. На Олимпијским играма у Пекингу стигао је до четвртфинала упркос повреди због које није ни требало да наступи. Године 2010. није пошао на Европско првенство јер је био члан наводно погрешног џудо савеза и тада је најавио да се повлачи из џудоа. Ипак касније је наставио да се бави и освојио двије златне медаље на куповима у Мађарској и Венецуели, а затим постао вицешампион свијета и изборио се за Олимпијске игре 2012.